# Chevry-sous-le-Bignon
Chevry-sous-le-Bignon é uma comuna francesa na região administrativa do Centro, no departamento Loiret. Estende-se por uma área de 7,43 km². Em 2010 a comuna tinha 226 habitantes (densidade: 30,4 hab./km²).